# Administrateur du Territoire du Nord
L'administrateur du Territoire du Nord est un officier nommé par le gouverneur général de l'Australie chargé de représenter la Couronne dans le Territoire du Nord . Ses fonctions sont similaires à celles d’un gouverneur d’État.
Dans les faits, la nomination de l'administrateur est faite par le gouverneur général qui agit sur l’avis du gouvernement australien, plutôt que sur l’avis du gouvernement du Territoire du Nord. Les ministres ont toutefois indiqué que le processus était fondé sur « les conseils des gouvernements australien et du Territoire du Nord » .
Contrairement aux gouverneurs des autres États australiens, l'administrateur n'est pas le représentant direct du roi sur le territoire. Il est nommé par le gouverneur général, le représentant du roi dans la fédération d'Australie, afin d'administrer le territoire conformément à la loi. En pratique, l’administrateur joue toutefois un rôle constitutionnel similaire à celui d’un gouverneur d’État.
C'est l'administrateur qui nomme officiellement le ministre en chef du Territoire du Nord ainsi que les membres du Cabinet après chaque élection. Les conventions font que, dans presque tous les cas, il suit les conseils du Cabinet. L'administrateur donne la sanction royale à tous les projets de loi adoptés par l'Assemblée législative du Territoire du Nord. Bien que le gouverneur général (c'est-à-dire, dans les faits, le gouvernement du Commonwealth) ait le pouvoir d’opposer son veto à tout projet de loi territoriale, celui-ci n'est pratiquement jamais exercé.
Le poste d'administrateur-adjoint a été créé en 1997.
En 2014, le gouverneur général a accordé aux administrateurs actuels, ainsi qu'aux futurs et anciens administrateurs vivants le titre d' honorable à vie  comme c'est le cas pour les gouverneurs généraux et les gouverneurs de Nouvelle-Galles[réf. nécessaire].
En 2025, l'administrateur était Hugh Heggie.

## Emblème de l'administrateur
L'emblème de l'administrateur du Territoire du Nord est similaire à celui utilisé par le gouverneur général d'Australie, à l'exception de la fleur sous la couronne qui est une rose du désert de Sturt, l'emblème floral du Territoire du Nord.

## Australie du Sud (de 1863 à 1912)
Le 6 juillet 1863, le territoire aujourd'hui appelé « Territoire du Nord » a été annexé à la colonie d'Australie-Méridionale. La législation approuvée le 12 novembre 1863 qui régissait la vente de terres dans le Territoire du Nord comprenait des dispositions prévoyant la nomination d'un résident colonial ainsi qu'un descriptif des pouvoirs qui lui étaient conférés .
| No.           | Résident du Gouvernement        | de              | à               |
| ------------- | ------------------------------- | --------------- | --------------- |
| 1             | Honorable Boyle Travers Finniss | 3 mars 1864     | 4 novembre 1865 |
| (par intérim) | James Stokes Millner MD         | janvier 1870    | avril 1870      |
| 2             | William Bloomfield Douglas      | 27 Avril 1870   | juin 1873       |
| (par intérim) | James Stokes Millner MD         | juin 1873       | octobre 1873    |
| 3             | George Byng Scott               | 6 octobre 1873  | 30 juin 1876    |
| 4             | Edward William Price            | 1 juillet 1876  | 6 march 1883    |
| (par intérim) | Gilbert Rotherdale McMinn       | mars 1883       | mars 1884       |
| 5             | John Parsons                    | 19 mars 1884    | 14 février 1890 |
| 6             | John Knight FRIBA               | 16 juillet 1890 | 10 janvier 1892 |
| 7             | Charles James Dashwood          | 24 février 1892 | 31 janvier 1905 |
| 8             | Charles Edward Herbert          | 1 février 1905  | 8 février 1910  |
| 9             | The Hon. Samuel Mitchell        | 1 avril 1910    | 25 mars 1912    |

## Commonwealth d'Australie (de 1912 à aujourd'hui)
Administrateurs et résidents du gouvernement du Territoire du Nord après le transfert de la tutelle au gouvernement du Commonwealth :

### Administrateur (de 1912 à 1919)

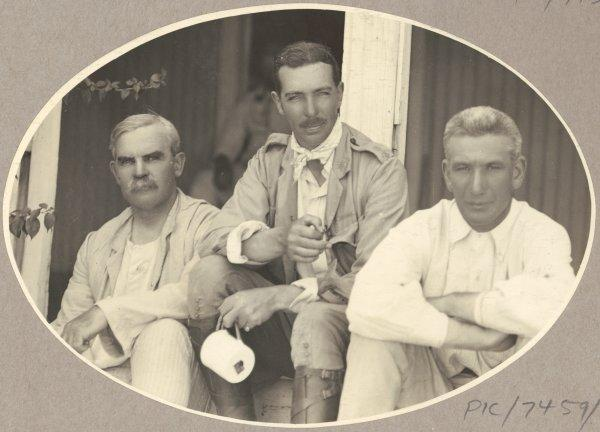
De gauche à droite : le ministre Josiah Thomas, Sir Walter Barttelot et l'administrateur John Gilruth en 1912.

| Non. | Administrateur          | de           | à             |
| ---- | ----------------------- | ------------ | ------------- |
| 1    | John Gilruth FRSE MRCVS | 25 mars 1912 | 1er août 1919 |

### Directeur (de 1919 à 1921)
| Non. | Directeur          | de            | à               |
| ---- | ------------------ | ------------- | --------------- |
| 1    | Henry Ernest Carey | 1er août 1919 | 17 janvier 1921 |

### Administrateur (de 1921 à 1927)
| Non. | Administrateur    | de              | à             |
| ---- | ----------------- | --------------- | ------------- |
| 1    | Frédéric Urquhart | 17 janvier 1921 | 1er mars 1927 |

### Résident du gouvernement (de 1927 à 1931)
De 1926 à 1931, le Territoire du Nord était divisé en deux territoires : l'Australie centrale et l'Australie du Nord. La frontière se trouvait sur le 20e parallèle sud. Chaque territoire était administré par un résident du gouvernement posté respectivement à Alice Springs (alors appelée Stuart) et à Darwin. Les deux territoires ont été regroupés sous le nom de Territoire du Nord en 1931 ,.
| Non. | Résident du gouvernement (Australie du Nord) | de            | à            |
| ---- | -------------------------------------------- | ------------- | ------------ |
| 1    | Robert Weddell                               | 1er mars 1927 | 12 juin 1931 |

| Non. | Résident du gouvernement (Australie centrale) | de               | à                |
| ---- | --------------------------------------------- | ---------------- | ---------------- |
| 1    | John Cawood                                   | 1er mars 1927    | 11 décembre 1929 |
| 2    | Victor Carrington MBE                         | 11 décembre 1929 | 12 juin 1931     |

### Administrateur (de 1931 à aujourd'hui)
| No. | Administrateur            | Distinction | de               | à                |
| --- | ------------------------- | ----------- | ---------------- | ---------------- |
| 1   | Robert Weddell            |             | 12 juin 1931     | 29 mars 1937     |
| 2   | The Hon. Aubrey Abbott    |             | 29 mars 1937     | 1 juillet 1946   |
| 3   | Arthur Driver             | BEM         | 1 juillet 1946   | 1 juillet 1951   |
| 4   | The Hon. Frank Wise       |             | 1 juillet 1951   | 1 juillet 1956   |
| 5   | James Archer              | OBE         | 1 juillet 1956   | 1 avril 1961     |
| 6   | Roger Nott                |             | 1 avril 1961     | 1 octobre 1964   |
| 7   | Roger Dean                | CBE         | 1 octobre 1964   | 4 mars 1970      |
| 8   | The Hon. Frederick Chaney | CBE AFC     | 4 Mars 1970      | 10 décembre 1973 |
| 9   | Jock Nelson               |             | 10 décembre 1973 | 12 novembre 1975 |
| 10  | John England              | CMG         | 1 juin 1978      | 1 janvier 1981   |
| 11  | Commodore Eric Johnston   | AO OBE RAN  | 1 janvier 1981   | 1 juillet 1989   |
| 12  | The Hon. James Muirhead   | AC QC       | 1 juillet 1989   | 1 mars 1993      |
| 13  | The Hon. Austin Asche     | AC QC       | 1 mars 1993      | 17 février 1997  |
| 14  | The Hon. Dr. Neil Conn    | AO          | 17 février 1997  | 28 novembre 2000 |
| 15  | The Hon. John Anictomatis | AO          | 28 novembre 2000 | 30 octobre 2003  |
| 16  | The Hon. Ted Egan         | AO          | 31 octobre 2003  | 31 octobre 2007  |
| 17  | The Hon. Tom Pauling      | AO QC       | 31 octobre 2007  | 31 octobre 2011  |
| 18  | The Hon. Sally Thomas     | AC          | 31 octobre 2011  | 10 novembre 2014 |
| 19  | The Hon. John Hardy       | AO          | 10 novembre 2014 | 30 octobre 2017  |
| 20  | The Hon. Vicki O'Halloran | AO, CVO     | 31 octobre 2017  | 30 janvier 2023  |
| 21  | The Hon. Hugh Heggie      | AO, PSM     | 2 février 2023   | aujourd’hui      |

## Administrateur adjoint (depuis 1997)
Le poste d’administrateur adjoint a été créé en 1997.
| Non. | Adjoint de l'administrateur | de                | à                |
| ---- | --------------------------- | ----------------- | ---------------- |
| 1    | Minna Sitzler AM            | 17 février 1997   | 30 novembre 2001 |
| 2    | Pat Miller AO               | 20 septembre 2002 |                  |
| 3    | Fran Kilgariff AM           | 15 février 2024   | actuel           |